# Tambopatafloden
Tambopatafloden är en 350 km lång flod i sydöstra Peru och nordvästra Bolivia. Den största delen av den rinner genom Madre de Dios och Puno i Peru, men de övre delarna av floden bildar gräns mellan Peru och Bolivia och har sitt ursprung i departementet La Paz i Bolivia. Tambopatafloden är en av Madre de Dios bifloder och rinner ut i denna flod i staden Puerto Maldonado. Floden rinner genom Tambopatas naturreservat.